# 宮アオバ・シゲオ
宮アオバ・シゲオ（みやあおば・しげお）は、戦後に活躍した夫婦漫才コンビ。

## 概要
- アオバは浪曲の広沢菊春の流れを汲む広沢菊広の娘で広沢菊春嬢や広沢菊子などを名乗っていた。12歳の時に浪曲の寄席・西九条鶴栄館で初舞台、以降浪曲してとし修行を積む。のちに広沢菊子の名で新興キネマ演芸部所属となり浪曲物まねをやっていた。
- シゲオは東京向島の生まれ、曽我廼家五二郎（のちの大朝家五二郎）の門下で曽我廼家五之助や大朝家シゲオを名乗った。1926年に浅草常盤座で初舞台。のちに曾我廼家五九郎の一座に入った。のちに漫才に転向。1936年に桂小豆（のちに玉川スミ）と「シゲオ・小豆」を結成。東京に上京していたミスワカナ・玉松一郎の一座に誘われ入る。以降大阪でも活動。1943年春にミスワカナ・玉松一郎の所属であった新興キネマ演芸部の所属になる。新興キネマ演芸部解散後はコンビ解消、消防士や警察官をしていた。
- 戦後、新興キネマ演芸部時代からよく知る妻の広沢菊子と「宮アオバ・シゲオ」を結成。松竹芸能が立ちがあると所属となり、晩年は吉本興業の京都花月に出ていたが1980年頃に廃業した。しかし長く健在で1997年の著作権台帳にも記載がある。
- 舞台では浪曲時代からの得意だったアオバの美声の初代京山幸枝の「アンガラ節」の節まねやシゲオの芝居ネタが売りであった。

## メンバー
- 宮アオバ（みやあおば、1919年4月28日 - 没年不詳）本名、宮下 敏子。立ち位置は向かって右。
着物姿、美人で有名だった。
- 宮シゲオ（みやしげお、1910年4月5日 - 没年不詳）本名、宮下 重雄。立ち位置は向かって左。
洋服姿、不二家のミルキー坊やに似ていて「ミルキー坊や」という愛称があった。